# Test de la rana

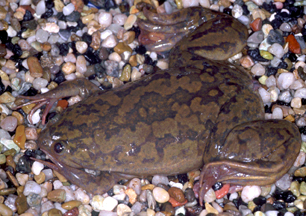
Xenopus laevis.

El test o la prueba de la rana es una prueba de embarazo desarrollada en 1930, basada en la reacción de un anuro a las hormonas presentes en la orina de una persona embarazada.

## Método
La prueba consiste en inyectar la orina de la paciente a una determinada rana o sapo hembra, bajo la piel. La orina de una persona embarazada contiene la hormona GCH (gonadotropina coriónica humana), la cual estimula la ovulación del anuro. Si la rana desova en 24 horas, el test se considera positivo. El animal sobrevive y puede ser utilizado para otra prueba, aunque con una demora de unos 40 días. Por esta razón, este test no estuvo disponible a nivel masivo.
Este método fue desarrollado en Sudáfrica en los años 1930 por los investigadores Lancelot Hogben, Zwarenstein y Shapiro. Para los experimentos se utilizó la especie de anuro Xenopus laevis, que luego se exportó a todo el mundo, lo que lo ha convertido en una plaga que amenaza la fauna local en algunos países en donde logró escapar a los ambientes naturales.

## Reacción de Galli Mainini
Un método que lleva el mismo nombre, pero basado en un fenómeno biológico diferente que requiere machos en vez de hembras, fue desarrollado por Galli Mainini en Argentina (1947), con el sapo Rhinella arenarum (originalmente llamado Bufo arenarum). La inyección en el saco linfático dorsal del sapo provoca la maduración y expulsión de espermatozoides por parte del animal dentro de las tres horas siguientes. Resulta sencillo constatar la aparición de espermatozoides en su orina mediante la extracción con pipeta y observación bajo microscopio. 
Este método fue luego extendido a otras especies por investigadores como Ramírez Olivilla, Benach y Martell en Cuba (1948), con la rana toro; Wiltberger y Miller en EE. UU. (1948), con la rana pipiens; en Francia, España e Italia con las ranas Esculenta y Bufo vulgaris, entre otros casos.
Este método se usó intensivamente hasta los años 1960, cuando se desarrollaron los métodos inmunológicos, pero continúa usándose en zonas rurales de muchos países latinoamericanos por su simplicidad, exactitud y bajo costo.